# George Pólya
George Pólya (hongarès: Pólya György)  (Budapest, 13 de desembre de 1887 - Palo Alto, 8 de setembre de 1985) va ser un matemàtic hongarès, que va treballar en diversos temes matemàtics: geometria, àlgebra, probabilitat i combinatòria.

## Biografia
Nasqué a Budapest, Hongria, l'any 1887, fill d'un advocat i jurista jueu, convertit al catolicisme i que havia canviat el seu cognom de Pollák pel de Pólya per a ser més hongarès i poder donar classes a la universitat de Budapest. El seu germà onze anys més gran, Eugen, (Jenö, en hongarès), va ser un reconegut metge i cirurgia, que es va fer càrrec de la família en morir el pare el 1897. Va morir assassinat pels nazis a Budapest el 1944.
Durant els estudis secundaris a un prestigiós institut del centre de Budapest, Polya es va interessar sobre tot per les llengües, i no especialment per les ciències. Va ser a la universitat de Budapest on, sota la influència de Bernát Alexander es va inclinar per les matemàtiques perquè, segons ell no era prou intel·ligent per la física i era massa intel·ligent per la filosofia: les matemàtiques estaven enmig. Després d'un curs a la universitat de Viena (1910-1911), va obtenir el doctorat en matemàtiques a Budapest, amb una tesi dirigida per Lipót Fejér.
El 1914, en inicar-se la Primera Guerra Mundial, va marxar a Zúric, ja que era un pacifista convençut. Va exercir de professor de matemàtiques al ETH Zürich entre el 1914 i el 1940. En aquest darrer any, patint per una hipotètica invasió de Suïssa pels nazis, va emigrar als Estats Units i, després de dos anys a la universitat de Brown, va ser nomenat professor de la universitat Stanford, on va donar classes fins al 1978, tot i haver-se retirat el 1953. Va viure la resta de la seva vida a Califòrnia, fins a la seva mort el 1985.
Pòlya va ser un matemàtic polifacètic que es va interessar per diverses branques de les matemàtiques. Va obtenir resultats importants en teoria de la probabilitat, anàlisi matemàtica, teoria de nombres, geometria i en teoria de l'enumeració, a més d'altres resultats en matemàtiques aplicades.
En els últims anys de la seva vida, dedicà un gran esforç a caracteritzar la manera en què la gent resol els problemes, i a descriure com s'hauria d'ensenyar i aprendre a resoldre problemes. Sobre aquest tema va escriure quatre llibres:
- Com plantejar i resoldre problemes (el títol original en anglès és How to solve it.), 1945.[10][11]
- Matemàtiques i raonament plausible, Volum I: Inducció i analogia en matemàtiques, 1954.
- Matemàtiques i raonament plausible, Volum II: Patrons d'inferència plausible, 1954.
- El descobriment matemàtic, 1962. En aquest, secció 14.8, exposa els deu manaments del professor de matemàtiques.[12]

## Llibres
En el llibre Com plantejar i resoldre problemes, el seu més conegut, Pólya ensenya a resoldre problemes de tota classe i dona alguns consells a estudiants de matemàtiques. Aquest ha estat traduït a molts d'idiomes i se n'han fet moltes edicions.
En els volums I i II de Mathematics and Plausible Reasoning, el matemàtic parla sobre el raonament inductiu i comenta més formes generals sobre la lògica inductiva.